# Campo do Meio
Campo do Meio är en kommun i Brasilien.   Den ligger i delstaten Minas Gerais, i den sydöstra delen av landet, 600 km söder om huvudstaden Brasília. Antalet invånare är 11 518.
Omgivningarna runt Campo do Meio är huvudsakligen savann. Runt Campo do Meio är det ganska glesbefolkat, med 39 invånare per kvadratkilometer.